# Iridopelma hirsutum
Iridopelma hirsutum é uma espécie de aranha pertencente à família Theraphosidae (tarântulas).
Esta espécie de caranguejeira ocorre no nordeste do Brasil, na região litorânea e matas de transição. É aracnídeo de hábitos arborículas, que vive sob casca de árvores ou estruturas sob as folhas baixas e até mesmo dentro do solo nas florestas tropicais.

## Evolução
Sua origem se deu no nordeste brasileiro, na região do estado do Ceará para o sul para o estado de Alagoas.
Como no Brasil podemos encontrar temperaturas anuais médias acima de 22°C, os únicos locais onde a temperatura cai abaixo dessa média estão nas áreas mais altas e no sul, então pode-se dizer que no Brasil as temperaturas têm um média de 25°C. A maioria do Brasil tem um clima tropical úmido, com chuvas abundantes e quase nenhuma estação seca, a precipitação média anual é de 2200 mm. No centro do Brasil as chuvas são mais sazonais, pelo que se pode dizer que o clima é de savana, os meses de precipitações máximas são entre outubro e março com 1 600 mm.
As cerdas urticantes são exclusivas das tarântulas do Novo Mundo e são encontradas em aproximadamente 90% das espécies do Novo Mundo. Em várias espécies, dois tipos morfológicos podem ser encontrados no mesmo indivíduo. Assim em indivíduos de várias espécies de teraposídeos, foi descoberto mais sobre a segregação dos diferentes tipos de cerdas em diferentes regiões abdominais e existência de padrões; a variabilidade morfológica dos tipos de cerdas urticantes e seus limites; variabilidade no comprimento das cerdas urticantes ao longo da área abdominal; e as aranhas usam tipos diferentes de cerdas urticantes diferentemente. Possuem dois tipos de cerdas urticantes, que podem ser encontrados juntas na maioria das espécies de Theraphosineae, são segregados em áreas distintas no abdome da aranha. Parte delas evoluíram através de modificações de cerdas corporais em áreas específicas do dorso abdominal e subsequentemente deram origem independente a novas áreas. Uma evolução paralela parece ter ocorrido em alguns gêneros de aviculariine nos quais cerdas semelhantes evoluíram também de cerdas corporais de áreas específicas do dorso abdominal.

## Descrição
A coloração desta espécie varia à medida que envelhecem. Assim que nascem, apresentam uma carapaça escura com um brilho esverdeado em todo comprimento de suas pernas, em forma de linhas horizontais. Estas linhas horizontais também aparecem nos últimos segmentos e nos joelhos, em espécimes adultos também estão presentes estas linhas. No abdómen pode ser observada uma linha escura através de ambos os lados, esta possuindo duas linhas avermelhadas. Seu abdómen apresenta coloração creme, cortado por quatro linhas pretas perpendiculares. Os jovens têm uma cor mais clara, mantém a coloração do abdômen, mas a linha preta central é perdida e se torna uma única linha vermelha e a tarântula adquire uma cor creme acinzentada. Finalmente adultos têm uma carapaça creme com linhas escuras que se estendem a partir da fóvea, as pernas ficam creme com anéis mais brilhantes em cada junta e ao longo das pernas de uma linha dupla claramente notável. Tanto machos como fêmeas apresentam uma coloração muito semelhante na fase adulta.
As fêmeas desta espécie atingem cerca de 5 cm de corpo e cerca de 12 cm de pernas, enquanto os machos são um pouco menores e com mais pelos nas pernas.
Apresentam dimorfismo sexual: em pequenos espécimes, o sexo só pode ser reconhecido através da busca da espermateca na muda, já que eles têm a mesma coloração. Em espécimes maduros desta espécie é mais fácil diferenciar entre fêmeas e machos, já que os machos são mais finos do que as fêmeas, possuem pernas muito longas em relação ao corpo e peludas e uma linha de um vermelho intenso no abdômen, enquanto que as fêmeas têm uma linha vermelha mais suave. Uma característica curiosa desta espécie é que os machos apresentam dois pares de ganchos no primeiro e segundo par de patas e também apresentam os órgãos copulatórios nas extremidades de seus pedipalpos e ganchos tibiais.
Quanto ao comprimento das cerdas, independente do sexo, nota-se que o comprimento vai aumentando das áreas medianas para as posteriores do abdome.

## Ecologia e comportamento

### Forrageamento
Possuem longas cerdas urticantes, que são lançadas pela aranha como parte de um comportamento defensivo ativo contra os predadores dos vertebrados. As aranhas usam os diferentes tipos de cerdas urticantes de acordo com seus diferentes alvos: o primeiro tipo de cerdas são incorporadas na teia de muda ou ovos, também são mais efetivas contra invertebrados (formigas ou larvas de mosca formosa); o segundo tipo é utilizado principalmente na defesa contra predadores vertebrados.
Mas no geral uma espécie que geralmente adota a postura defensiva se estiver ameaçada, mas sempre escolhe fugir antes de começar a picar e é bastante rápida.
Possui um veneno bastante suave, bem como a Avicularias, mas é uma espécie considerada mais delicada que a segunda.

### Dieta
A alimentação dos jovens desta espécie é baseada em microgrilos e ninfas de barata, para espécimes adultos a dieta varia desde grilos, baratas e gafanhotos.

### Habitat
Esta espécie vivia nas florestas tropicais das terras baixas do Atlântico, onde a altitude não excede 200 m, e sua localização é entre 10 e 15 graus no hemisfério sul, isso faz com que as florestas costeiras estão sob o A influência dos ventos quentes, por outro lado, a área de baixa pressão faz com que a chuva se forme diariamente nesta área. É uma espécie arbórea.
Eram frequentemente encontradas em ninhos construídos com duas folhas conectadas com fios de seda em diferentes plantas, como Piperaceae, Melastomataceae, Palmae, "Guapeva" (Sapotaceae). Ocasionalmente, elas eram encontradas com vários ninhos em uma única folha, como na folha enrolada da Heliconiaceae.
A temperatura ótima para a espécie ficará entre 25 e 28°C durante o dia e com uma diminuição para 24°C durante a noite e umidade entre 75 e 85%.

### Reprodução e ciclo de vida
Em sua busca por fêmeas, os machos podem vagar distâncias consideravelmente longas, encontrando-as dentro de casas a centenas de metros de distância da floresta mais próxima. Sua distribuição geográfica estende-se desde o sul da Bahia até o litoral norte do estado de Sergipe.
Embora as fêmeas sejam muito maiores que os machos, elas não são agressivas em relação a elas durante a cópula, entretanto é possível que o macho seja devorado após a cópula. As fêmeas geralmente constroem a ooteca entre dois e quatro meses após a relação sexual e a incubação dura um mês. Surgirão entre quarenta e quatrocentos descendentes que serão completamente independentes quatro semanas depois.
Durante o processo de cópula, há a ocorrência de batida de perna antes que o contato entre macho e fêmea ocorra.
A expectativa de vida desta espécie não é realmente conhecida, mas devido à relação entre este gênero e o Avicularia, estima-se que a expectativa de vida das fêmeas pode ter entre seis e dez anos, enquanto os machos geralmente morrem dez meses após atingirem o estágio adulto.

## Outros
Lista das espécies de Theraphosidae (Lista completa das Tarântulas.)